# Cycling Manager 3
Cycling Manager 3 è un videogioco di ciclismo della serie Pro Cycling Manager.
Presenta numerose innovazioni sia sotto il profilo grafico sia sotto il profilo di gestione delle squadre ciclistiche. Tra le caratteristiche del gioco possiamo citare le più di 180 corse giocabili (compresi i Grandi Giri, le classiche e il mondiale), 34 Team ufficiali, un motore grafico potenziato e un sistema manageriale più intuitivo.
È possibile giocare in modalità multiplayer (fino a 20 giocatori) via LAN o via GameSpy.
Nella copertina dell'edizione italiana viene ritratto l'ex ciclista Mario Cipollini mentre in quella francese sono presenti rispettivamente Richard Virenque, Sylvain Chavanel e David Moncoutié.